# 경주 사정동 척화비

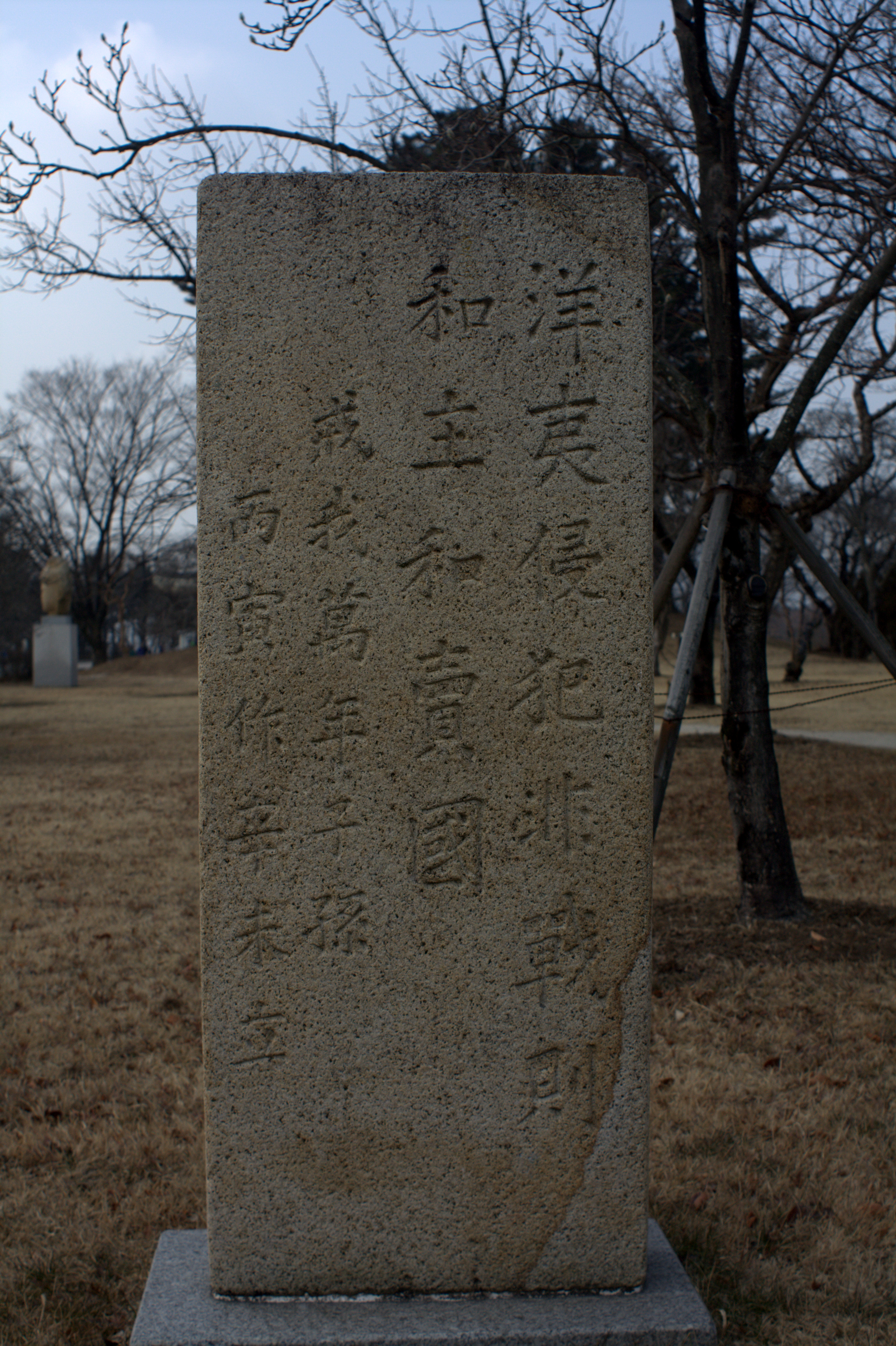
경주 사정동 척화비
(국립경주박물관 소장)

경주 사정동 척화비(慶州 沙正洞 斥和碑)는 대한민국 경상북도 경주시 사정동에서 출토된, 높이 1.5m의 척화비이다. 현재는 국립경주박물관 뜰에 있다.

## 개요
조선시대 말, 고종(재위 1863~1907)의 아버지 흥선대원군(1820~1898)이 1866년과 1871년에 각각 프랑스와 미국의 군대를 격퇴한 후 백성들에게 서양 세력에 대한 경계심을 높이고자 전국 곳곳에 세운 비석 중의 하나이다. "서양 오랑캐가 침범하는데 싸우지 않으면 곧 화친하자는 것이고, 화친을 주장하는 것은 나라를 파는 것이다. 우리 만대의 자손들에게 경계한다. 병인년(1866)에 지어 신미년(1871)에 세운다(洋夷侵犯非戰則 和主和賣國 / 戒我萬年子孫 丙寅作 辛未立)."라는 글이 새겨져 있다. 당시 물밀듯이 밀려오던 서양 열강의 위협에 맞서 나라를 지키겠다는 조정의 의지를 잘 보여주는 이른바 쇄국정책(鎖國政策)의 상징물이다.

## 같이 보기
- 척화비